# هورتنس ريتشارد
هورتنس ريتشارد (بالفرنسية: Hortense Richard)‏ هي رسامة فرنسية، ولدت في 24 يونيو 1860 في باريس في فرنسا، وتوفيت في 1940.